# حد نصاب

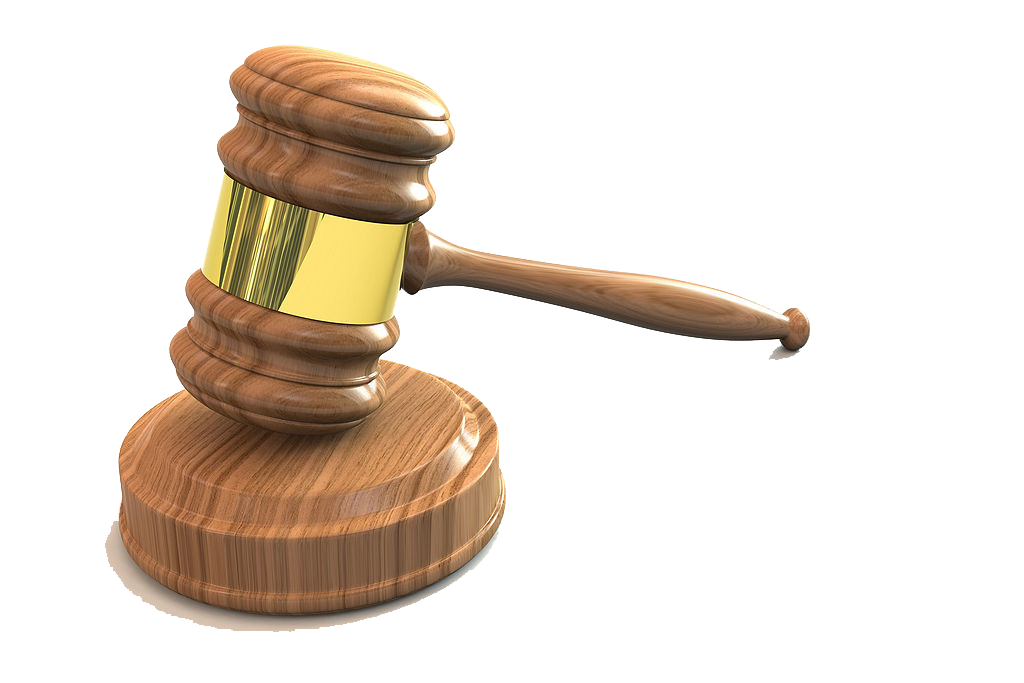
تصویر یک چکش قضایی را نشان می‌دهد که معمولاً در جلسات دادگاه‌ها به‌عنوان نمادی از قدرت قضایی و اجرای قانون استفاده می‌شود. این تصویر می‌تواند به عنوان نماد «حد نصاب» استفاده شود که به حداقل تعداد اعضای لازم برای برگزاری یک جلسه قانونی اشاره دارد. در زمینه قوانین و مقررات، حد نصاب برای تصویب قوانین یا تصمیمات مهم در جلسات شوراها و مجالس مختلف ضروری است.

حدِّ نِصاب (به انگلیسی: Quorum) کمینهٔ شمارِ نیازمند (حداقّل تعداد لازم) برای برگزاری یک نشست است. برپایهٔ حد نصاب قانونی، شمار باشندگان یک مجلس شورایی یا هر بنیادی دیگر، باید برابر با نیمی از اعضای آن باشد تا مصوبات آن نشست قانونی گردد.